# برادران داردن
ژان-پیر داردن (به فرانسوی: Jean-Pierre Dardenne) (زاده ۲۱ آوریل ۱۹۵۱ در لیژ، بلژیک) و لوک داردن (به فرانسوی: Luc Dardenne) (زاده ۱۰ مارس ۱۹۵۴ در لیژ، بلژیک) معروف به برادران داردن زوج فیلم‌ساز بلژیکی هستند. آنها فیلم‌نامه نویسی، تهیه و کارگردانی فیلم‌هایشان را با همدیگر انجام می‌دهند.
داردن‌ها ساختن فیلم‌های داستانی و مستندشان را از اواخر دهه ۱۹۷۰ آغاز کردند، اما برای نخستین بار در میانه دهه ۱۹۹۰ با فیلم «قول» در عرصه جهانی مطرح شدند، این فیلم در بخش دو هفته کارگردانان جشنواره فیلم کن نظر منتقدان را به خود جلب کرد. اما آنها اولین جایزه مهم بین‌المللی خود را هنگامی به دست آوردند که فیلم رزتا در جشنواره فیلم کن ۱۹۹۹، برنده نخل طلا شد. رزتا جایزه بهترین بازیگر زن آن جشنواره را نیز برای امیلی دوکن به ارمغان آورد. همه آثار داردن‌ها از زمانی که در جشنواره کن حضور داشته‌اند، در بخش رقابتی به نمایش درآمده‌اند و در هر دوره برنده یکی از جوایز اصلی آن شده‌اند.
در سال ۲۰۰۲، بازیگر فیلم «پسر» (Le Fils) برنده جایزه بهترین بازیگر مرد کن شد و در سال ۲۰۰۵ دومین نخل طلای کن را برای فیلم بچه به دست آوردند. سکوت لورنا دیگر ساخته آنها برنده جایزه بهترین فیلم‌نامه در ۶۱امین جشنواره فیلم کن در سال ۲۰۰۸ شد.
آخرین فیلم آنها، پسری با دوچرخه در جشنواره فیلم کن ۲۰۱۱ جایزه اصلی را دریافت کرد. ژان پیر به عنوان رئیس هیئت داوران بخش‌های سینه‌فونداسیون و فیلم‌های کوتاه جشنواره فیلم کن ۲۰۱۲ معرفی شد.

## فیلم‌ها و افتخارات
برادران داردن، در شهر صنعتی سُرَن در استان لیژ به دنیا آمدند و بزرگ شدند، شهری واقع در والونی فرانسوی‌زبان که تا پیش از سکوت لورنا (۲۰۰۸)، تمامی فیلم‌های خود را در آن ساخته بودند. رزتا نخستین فیلم بلژیکی بود که موفق به کسب جایزه نخل طلا شد. پس از آنکه فیلم بچه دومین نخل طلا را برای داردن‌ها به ارمغان آورد، آنها را در شمار معدود صاحبان چنین افتخاری قرار داد. کارگردانانی مانند فرانسیس فورد کاپولا، بیله اوگوست، امیر کوستوریتسا و شوهئی ایمامورا در باشگاه دارندگان دو نخل طلا قرار دارند.

## تحریم جشنواره فجر
در روز پنجشنبه ۱۳ بهمن ۱۴۰۱ برادران داردن در بیانیه‌ای در صفحه اینستاگرام خود از شرکت داده شدن فیلم خود در جشنواره فجر اظهار بی‌اطلاعی کردند و خواستار خروج فیلم از این جشنواره شدند. این دو برادر در بیانه خود گفتند که «نمی‌خواهند در رویدادی که جلوه‌گاه دیکتاتوری و خون‌ریزی است، حاضر باشند» و «در کنار کسانی خواهند ایستاد که با این حکومت می‌جنگند و به شجاعت آن‌ها ادای احترام می‌کنند».

## فیلم‌شناسی
| نام فیلم        | سال  | توضیحات |
| --------------- | ---- | ------- |
| فالش            | ۱۹۸۷ |         |
| به تو فکر می‌کنم | ۱۹۹۲ |         |
| پیمان           | ۱۹۹۶ |         |
| رزتا            | ۱۹۹۹ |         |
| پسر             | ۲۰۰۲ |         |
| بچه             | ۲۰۰۵ |         |
| تاریکی          | ۲۰۰۷ |         |
| سکوت لورنا      | ۲۰۰۸ |         |
| پسری با دوچرخه  | ۲۰۱۱ |         |
| دو روز، یک شب   | ۲۰۱۴ |         |
| دختر گمنام      | ۲۰۱۶ |         |
| احمد جوان       | ۲۰۱۹ |         |
| توری و لوکیتا   | ۲۰۲۲ |         |